# Geoffrey de Ste Croix
Geoffrey Ernest Maurice de Sainte Croix (* 8. Februar 1910 in Macau; † 5. Februar 2000 in Oxford, England) war ein britischer Althistoriker.

## Leben
Er verließ schon 1925, im Alter von 15 Jahren, die Schule, wo er intensiven Unterricht in alten Sprachen, aber keine Ausbildung in Geschichte erhalten hatte. Anschließend war er im Anwaltsgeschäft tätig. Daneben war er aktiver Tennisspieler und wurde Unter-16-Meister von Südengland. Von 1930 bis 1932 trat er jährlich in Wimbledon an. In einem weniger wichtigen Turnier besiegte er Fred Perry. 1932 beendete er seine Tenniskarriere.
Im Zweiten Weltkrieg diente er in der Royal Air Force und war unter anderem in Tripolitanien stationiert, wo ihn besonders in Kyrene die gerade ausgegrabenen archäologischen Stätten faszinierten. Dies und die Lektüre von Werken beispielsweise von George Derwent Thomson bewegten ihn dazu, seine berufliche Tätigkeit aufzugeben und im Alter von 37 Jahren ein Studium der Altertumswissenschaften zu beginnen. Dieses absolvierte er am University College London, wo Arnold Hugh Martin Jones sein akademischer Lehrer war. Anschließend war er ein Jahr bei Arnaldo Momigliano, Jones’ Nachfolger in London, tätig. Von 1950 bis 1953 lehrte er an der London School of Economics and Political Science. Anschließend wurde er am New College in Oxford Tutor, wo er bis zu seiner Pensionierung 1977 verblieb. 1972 wurde er zum Mitglied der British Academy gewählt.

## Werk
In seinen stark von Karl Marx beeinflussten Werken stellte sich Geoffrey de Ste Croix konsequent auf die Seite der arbeitenden und unterdrückten Bevölkerungsschichten und rückte damit deutlich von der bis daher herrschenden Geschichtsauffassung (vor allem in den westlichen Industrienationen) ab, die eher den Standpunkt der Oberschicht widerspiegelte. Sein Buch The Origins of the Peloponnesian War gilt als eines der Standardwerke zum Peloponnesischen Krieg.

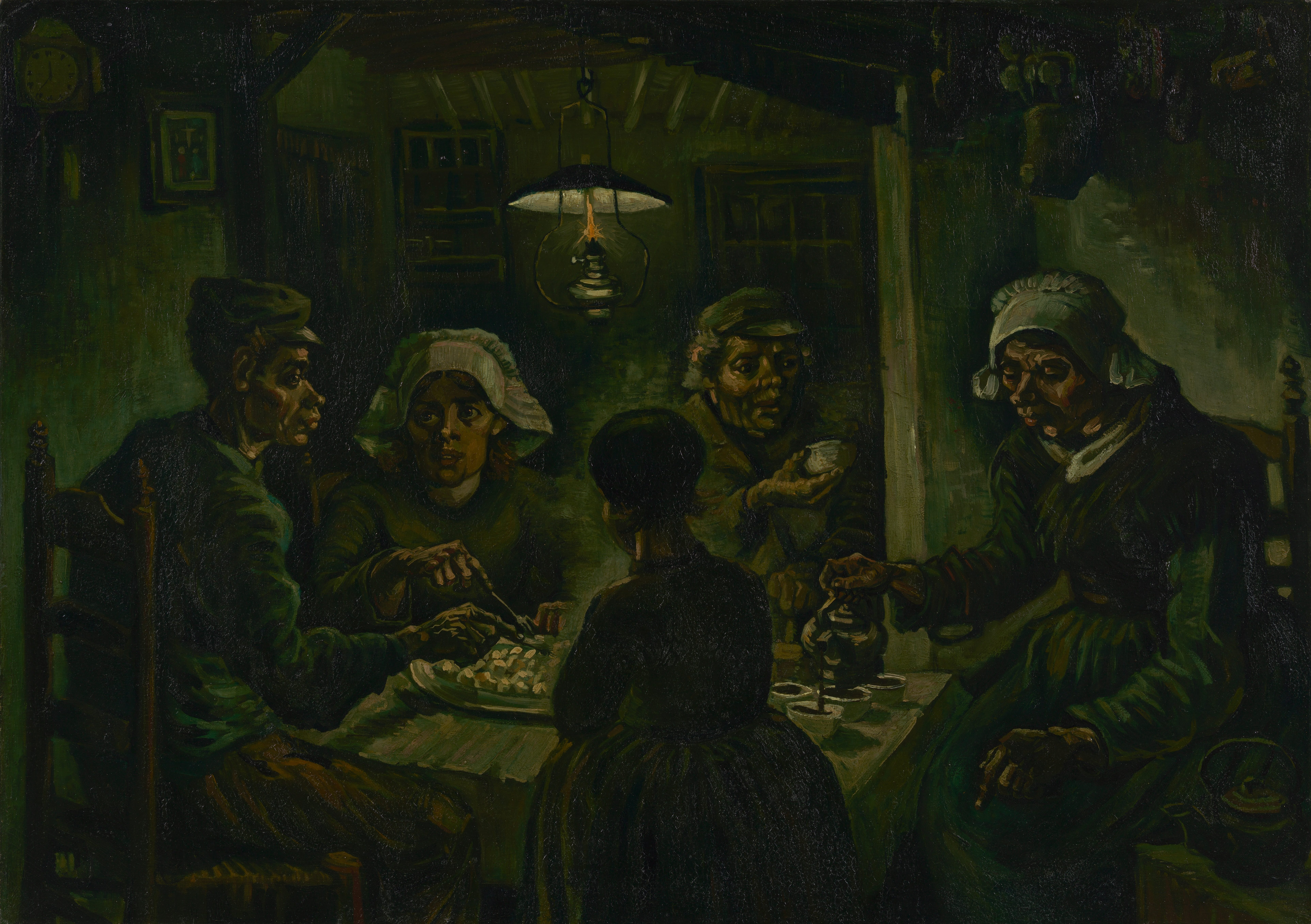
Vincent van Gogh Die Kartoffelesser (1885). Dieses Bild dient als Frontispiz für The Class Struggle in the Ancient Greek World

1981 publizierte er The Class Struggle in the Ancient Greek World, das einen weiten Bogen von der archaischen Zeit bis in die Spätantike spannt und mit einem Erklärungsversuch für den Fall und Untergang des römischen Reiches endet. Es beinhaltet eine detaillierte Untersuchung der antiken griechischen Gesellschaft anhand marxistischer Begriffen wie Klasse, Produktionsweise und Ausbeutung. Ste. Croix kommt zu dem Schluss, dass eine sehr kleine Gruppe (2–3 % der Gesamtbevölkerung) als ausbeutende Klasse bezeichnet werden könne (v. a. Grundbesitzer), der eine große Gruppe von ausgebeuteten Lohnarbeitern und Zwangsarbeitern (z. B. Sklaven) gegenübergestanden habe. Dazwischen bildete seines Erachtens eine Art Mittelschicht die mit Abstand größte Gruppe, die vorwiegend aus kleineren Bauern, Handwerkern und Händlern bestand. Diese größte Bevölkerungsgruppe habe sehr selten Lohnarbeiter oder Sklaven ausgebeutet und sei wiederum (vor allem in den klassischen Demokratien) nur selten von der kleinen Oberschicht ausgebeutet worden; dies habe sich in Griechenland erst unter römischer Hegemonie geändert: Rom habe nun der Oberschicht die Ausbeutung der übrigen Bevölkerung erlaubt. Der größere Teil der antiken griechischen Geschichte lasse sich vor diesem Hintergrund als „Klassenkampf auf politischer Ebene“ interpretieren. Ste. Croix wies auch darauf hin, dass unser Bild der Antike überproportional von den literarischen Werken der kleinen Gruppe der Oberschicht geprägt sei.

## Schriften (Auswahl)
- The Origins of the Peloponnesian War. Duckworth, London 1972, ISBN 0-7156-0640-9.
- The Class Struggle in the Ancient Greek World. From the Archaic Age to the Arab Conquests. Duckworth, London 1981, ISBN 0-7156-1701-X.
- Athenian democratic origins and other essays. Edited by David Harvey und Robert Parker. Oxford University Press, Oxford u. a. 2004, ISBN 0-19-925517-2.